# Давыдково (Красноборский район)
Давы́дково — сельский населённый пункт на юге Красноборского района Архангельской области. Входит в состав Белослудского сельского поселения. Фактически состоит из двух частей: Малое Чудово и Большое Чудово.

## География
Давыдково находится на юге Красноборского района Архангельской области, к северу от протоки Песчанский Полой (приток реки Северная Двина) и к востоку от озёр Копанец. Северная часть называется Первое Чудово, южная часть — Второе Чудово. Выше Давыдково находятся деревни Изосимово (Прокино), Красавино, Малая Слудка, ниже — деревни Бобровская, Пифелово (Лошово), Васильевская, Сенькинская и Наезжая Пашня.

## История
С 1708 года деревня входила в состав Белослудского стана Двинской трети Устюжского уезда Архангелогородской губернии. С 1780 года деревня входила в состав Белослудского стана Красноборского уезда Вологодского наместничества, затем — в Берёзонаволоцкой волости Сольвычегодского уезда Вологодской губернии. С 1924 года — в Красноборском районе Северо-Двинской губернии. В 1931—1935 годах Красноборский район упразднялся и деревня входила в этот период в состав Котласского района.

## Экономика
В советское время существовал колхоз «Красное Прокино», затем — филиал совхоза «Белослудский». В настоящее время деревня обезлюдела, на зиму остаются только две семьи. Ближайший магазин находится в деревне Белая Слудка. Два раза в неделю в деревню приезжает автолавка.

## Население
| 2002 | 2010 |
| ---- | ---- |
| 6    | ↘2   |

Деревня фактически превратилась в дачный посёлок. Численность населения деревни, по данным Всероссийской переписи населения 2010 года, составляла 2 человека По данным на 2009 год, в деревне постоянно проживал 1 пенсионер.

## Достопримечательности
В деревне есть Часовня Николая Чудотворца (Никольская часовня) XIX века.

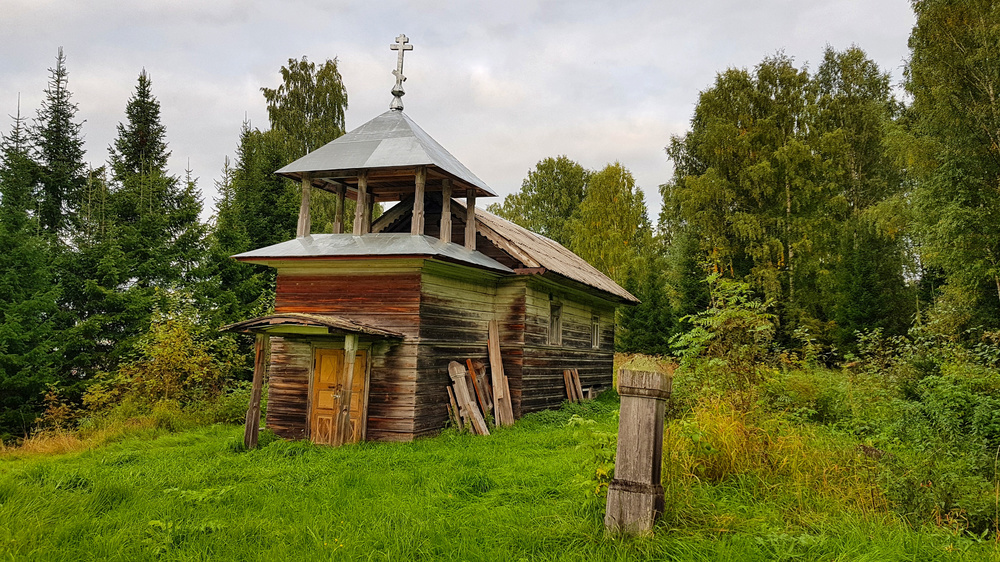
Часовня Николая Чудотворца (Никольская часовня) в д. Давыдково (Чудово)

### Карты
- Давыдково на карте Wikimapia
- Давыдково на сайте Космоснимки
- Топографическая карта P-38-93,94_ Григорово
- Давыдково. Публичная кадастровая карта
- Топографическая карта P-38-093-A,B